# 高草嶺熊野社
高草嶺熊野社（たかそうれいくまのしゃ）は、富山県南砺市杉尾地区にある神社。
高草嶺熊野社の境内にある門杉と欅は、市の指定文化財とされている。

## 概要
富山県西南部、南砺市の旧平村高草嶺集落に鎮座する。
高草嶺集落は加賀国から来た洲崎情念が開いたと伝えられる集落である。高草嶺熊野社の起源は明らかでなく、正徳2年（1712年）作成の『五ヶ山村々神号之覚』では「神号相知れず」とされるが、元文4年（1739年）の調査より 「熊野権現堂 北野村山伏海乗寺持分」と記されている。
高草嶺熊野社に関係する地元の伝説として、高草嶺集落から山側に300mほど登った先の堂林にある神像石に関する逸話がある。堂林にはかつて古い祠があったとされるが、既に堂宇は失われ神像石も野ざらしとなったため、ある時集落の人々は神像石を熊野社に合祀しようとした。しかし神像石を途中まで運んだところで運び手の足が動かなくなったため、村人はこれを神意として元の堂林に戻したという。
昭和19年（1944年）に社殿の修築が行われ、昭和52年（1977年）に本殿が新築された。春季祭礼は5月2日にあり、秋季祭礼は10月2日にある。

## 高草嶺の大杉

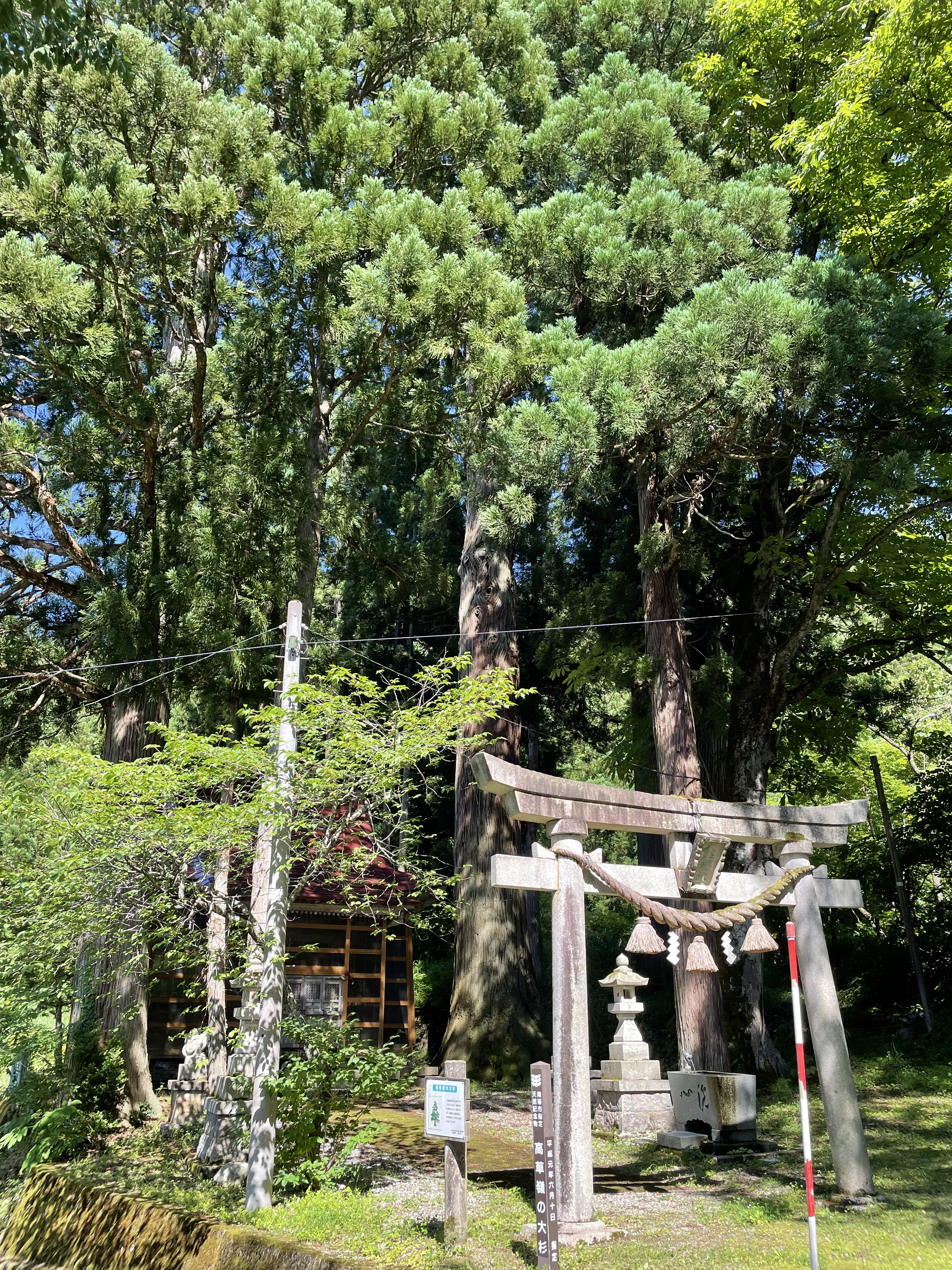
杉尾神明社の門杉と欅。

高草嶺熊野社境内に大スギがあり、周囲7m、高さ40mの巨木である。旧平村内で最も高い巨木とされ、樹齢は500年以上と見られる。
平成元年（1989年）6月10日に平村の文化財に指定され、現在は南砺市に引き継がれている。